# Mary Boström
Mary Eliza Boström, född Seaton 22 maj 1883 i Gustavi församling i Göteborg i Göteborgs och Bohus län, död 17 november 1966 i Julita församling, Södermanlands län, var en svensk hovfunktionär.

## Biografi
Mary Boström föddes 1883 i Göteborg. Hon var dotter till grosshandlaren Arthur Seaton och Maria Kjellberg samt syster till George Seaton. Boström var statsfru hos kung Gustaf V från 1931 till 1950. Hon avled 1966 i Julita socken.
1911 var Boström en av grundarna till Stockholms Damklubb (senare Stockholms Lyceumklubb) och blev dess första ordförande.

### Familj
Boström var gift med överstekammarjunkare Erland Boström (1876–1967).